# Turneele mondiale de calificare FIBA 2016 - masculin
Turneele de calificare FIBA 2016 au fost trei turnee internaționale de baschet masculin din fiecare calificându-se o echipă la Jocurile Olimpice de vară din 2016. Ele s-au desfășurat în perioada 4-10 iulie 2016 în Italia, Filipine și Serbia. Serbia, Croația și Franța s-au calificat pentru Jocurile Olimpice, ca urmare a acestor turnee.
Formatul de desfășurare a constat din 18 echipe naționale împărțite în trei turnee de șase echipe fiecare, cu echipa câștigătoare de la fiecare eveniment calificându-se pentru Jocurile Olimpice.

## Alegerea țărilor-gazdă
La 12 noiembrie 2015, a doua zi după termenul limită de licitare, FIBA a anunțat șase candidați pentru a găzduirea celor 3 turnee de calificare la masculin:
| - Cehia (Praga) - Germania (Berlin) - Italia (Torino) | - Filipine (Pasay) - Serbia (Belgrad) - Turcia (Istanbul) |

O evaluare a tuturor ofertelor a avut loc și Italia, Filipine și Serbia au fost anunțate ca gazde ale celor trei turnee preliminarie olimpice la 19 ianuarie 2016.

## Calificare
| Competition                      | Vacancies | Qualified                                  |
| -------------------------------- | --------- | ------------------------------------------ |
| Țări gazdă                       | 3 echipe  | Serbia Filipine Italia                     |
| Eurobaschet 2015                 | 6 echipe  | Franța Grecia Cehia Letonia Croația Turcia |
| Campionatul Americilor FIBA 2015 | 3 echipe  | Canada Mexic Puerto Rico                   |
| AfroBasket 2015                  | 3 echipe  | Angola Tunisia Senegal                     |
| Campionatul Asiei FIBA 2015      | 2 echipe  | Iran Japonia Liban                         |
| Campionatul Oceaniei FIBA 2015   | 1 echipă  | Noua Zeelandă                              |

## Tragerea la sorți
Tragerea la sorți pentru preliminariile turneelor olimpice a avut loc la Casa Baschetului din Mies, Elveția la data de 26 ianuarie 2016.  Echipele au fost împărțite în șase urne. Tragerea la sorți a avut trei părți. Prima parte a determinat în care dintre cele trei turnee de calificare va participa fiecare echipă, cu excepția țărilor gazdă. A doua parte a determinat împărțirea fiecărei echipe pe grupe (grupa A sau grupa B), iar a treia parte a stabilit poziția echipelor de la 1 la 3 care a fost folosită pentru a stabili meciurile.
În paranteze este prezentat locul ocupat în clasamentul mondial FIBA la momentul tragerii la sorți.
| Urna 1                                    | Urna 2                                     | Urna 3                                       | Urna 4                                | Urna 5                               | Urna 6                                         |
| ----------------------------------------- | ------------------------------------------ | -------------------------------------------- | ------------------------------------- | ------------------------------------ | ---------------------------------------------- |
| Franța (5) Serbia (6) (gazdă) Grecia (10) | Italia (35) (gazdă) Cehia (42) Canada (26) | Filipine (28) (gazdă) Iran (17) Japonia (48) | Angola (15) Tunisia (23) Senegal (31) | Letonia (35) Croația (12) Turcia (8) | Mexic (19) Puerto Rico (16) Noua Zeelandă (21) |
| Sursa: FIBA                               |                                            |                                              |                                       |                                      |                                                |

## Arene
| Belgrad            | Manila             | Torino             |
| ------------------ | ------------------ | ------------------ |
| Kombank Arena      | Mall of Asia Arena | Pala Alpitour      |
| Capacitate: 18.300 | Capacitate: 15.000 | Capacitate: 16.600 |
|                    |                    |                    |

## Turneele de calificare

### Turneul de la Belgrad, Serbia

#### Turul preliminar
Grupa A
| Loc | Echipa      | MJ | V | Î | PM  | PP  | PD  | Pct | Calificare |
| --- | ----------- | -- | - | - | --- | --- | --- | --- | ---------- |
| 1   | Serbia      | 2  | 2 | 0 | 170 | 141 | +29 | 4   | Semifinale |
| 2   | Puerto Rico | 2  | 1 | 1 | 172 | 168 | +4  | 3   | Semifinale |
| 3   | Angola      | 2  | 0 | 2 | 141 | 174 | −33 | 2   |            |

Grupa B
| Loc | Echipa  | MJ | V | Î | PM  | PP  | PD  | Pct | Calificare |
| --- | ------- | -- | - | - | --- | --- | --- | --- | ---------- |
| 1   | Letonia | 2  | 2 | 0 | 159 | 107 | +52 | 4   | Semifinale |
| 2   | Cehia   | 2  | 1 | 1 | 146 | 142 | +4  | 3   | Semifinale |
| 3   | Japonia | 2  | 0 | 2 | 119 | 175 | −56 | 2   |            |

#### Faza eliminatorie
|  | Semifinale  | Semifinale  |         |     | Finala | Finala |
|  |             |             |         |     |        |        |
|  | 8 iulie     |             |         |     |        |        |
|  |             |             |         |     |        |        |
|  | Serbia      | 96          |         |     |        |        |
|  | Serbia      | 96          | 9 iulie |     |        |        |
|  | Cehia       | 72          |         |     |        |        |
|  | Cehia       | 72          | Serbia  | 108 |        |        |
|  | 8 iulie     |             | Serbia  | 108 |        |        |
|  |             | Puerto Rico | 77      |     |        |        |
|  | Letonia     | Puerto Rico | 77      | 70  |        |        |
|  | Letonia     |             |         | 70  |        |        |
|  | Puerto Rico | 77          |         |     |        |        |
|  | Puerto Rico | 77          |         |     |        |        |

### Turneul de la Manila, Filipine

#### Turul preliminar
Grupa A
| Loc | Echipa  | MJ | V | Î | PM  | PP  | PD  | Pct | Calificare |
| --- | ------- | -- | - | - | --- | --- | --- | --- | ---------- |
| 1   | Canada  | 2  | 2 | 0 | 135 | 124 | +11 | 4   | Semifinale |
| 2   | Turcia  | 2  | 1 | 1 | 137 | 139 | −2  | 3   | Semifinale |
| 3   | Senegal | 2  | 0 | 2 | 117 | 126 | −9  | 2   |            |

Grupa B
| Loc | Echipa        | MJ | V | Î | PM  | PP  | PD  | Pct | Calificare |
| --- | ------------- | -- | - | - | --- | --- | --- | --- | ---------- |
| 1   | Franța        | 2  | 2 | 0 | 159 | 143 | +16 | 4   | Semifinale |
| 2   | Noua Zeelandă | 2  | 1 | 1 | 148 | 146 | +2  | 3   | Semifinale |
| 3   | Filipine      | 2  | 0 | 2 | 164 | 182 | −18 | 2   |            |

#### Faza eliminatorie
|  | Semifinale    | Semifinale |          |  | Finala | Finala |
|  |               |            |          |  |        |        |
|  | 9 iulie       |            |          |  |        |        |
|  |               |            |          |  |        |        |
|  | Canada        | 78         |          |  |        |        |
|  | Canada        | 78         | 10 iulie |  |        |        |
|  | Noua Zeelandă | 72         |          |  |        |        |
|  | Noua Zeelandă | 72         | Canada   |  |        |        |
|  | 9 iulie       |            |          |  |        |        |
|  |               | Franța     |          |  |        |        |
|  | Franța        | 75         |          |  |        |        |
|  | Franța        | 75         |          |  |        |        |
|  | Turcia        | 63         |          |  |        |        |
|  | Turcia        | 63         |          |  |        |        |

### Turneul de la Torino, Italia

#### Turul preliminar
Grupa A
| Loc | Echipa | MJ | V | Î | PM  | PP  | PD  | Pct | Calificare |
| --- | ------ | -- | - | - | --- | --- | --- | --- | ---------- |
| 1   | Grecia | 2  | 2 | 0 | 164 | 123 | +41 | 4   | Semifinale |
| 2   | Mexic  | 2  | 1 | 1 | 145 | 156 | −11 | 3   | Semifinale |
| 3   | Iran   | 2  | 0 | 2 | 123 | 153 | −30 | 2   |            |

Grupa B
| Loc | Echipa  | MJ | V | Î | PM  | PP  | PD  | Pct | Calificare |
| --- | ------- | -- | - | - | --- | --- | --- | --- | ---------- |
| 1   | Italia  | 2  | 2 | 0 | 135 | 101 | +34 | 4   | Semifinale |
| 2   | Croația | 2  | 1 | 1 | 132 | 119 | +13 | 3   | Semifinale |
| 3   | Tunisia | 2  | 0 | 2 | 93  | 140 | −47 | 2   |            |

#### Faza eliminatorie
|  | Semifinale | Semifinale |              |    | Finala | Finala |
|  |            |            |              |    |        |        |
|  | 8 iulie    |            |              |    |        |        |
|  |            |            |              |    |        |        |
|  | Grecia     | 61         |              |    |        |        |
|  | Grecia     | 61         | 9 iulie      |    |        |        |
|  | Croația    | 66         |              |    |        |        |
|  | Croația    | 66         | Croația (OT) | 84 |        |        |
|  | 8 iulie    |            | Croația (OT) | 84 |        |        |
|  |            | Italia     | 78           |    |        |        |
|  | Italia     | Italia     | 78           | 79 |        |        |
|  | Italia     |            |              | 79 |        |        |
|  | Mexic      | 54         |              |    |        |        |
|  | Mexic      | 54         |              |    |        |        |